# 張志淑
張志淑（1509年—1579年），字世彥，一字在旌，號石橋，浙江臨海縣（今臨海市）人。明朝政治人物。

## 生平
生正德己巳二月三十日亥时，嘉靖十三年（1534年）甲午科浙江鄉試第一名舉人（解元）。三十八年（1559年）谒选，授江西瑞州府推官，遷南京刑部主事，歷升郎中，隆庆三年（1569年）出任廣西思恩府知府，修阳明书院，四年同考廣西鄉試，不久致仕。《江西通志》有傳。 万历七年己卯二月二十二日卒，享年七十一。